# About You Awards
Die About You Awards (Eigenschreibweise ABOUT YOU Awards) waren eine von 2017 bis 2022 jährlich stattfindende Preisverleihung an Social-Media-Persönlichkeiten aus dem deutschsprachigen Raum, bei der laut Eigendarstellung der Veranstalter die „authentischsten und relevantesten Influencer“ ausgezeichnet wurden. Sie wurden vom deutschen Online-Modehändler About You vergeben und sind Teil der Marketingstrategie des Unternehmens, die sich auf Social Media und Native Advertising konzentriert.
Die Verleihung der Awards wurde auf den Social-Media-Kanälen von About You live übertragen und 2018 auch vom Fernsehsender ProSieben ausgestrahlt.

## Preisverleihung 2017
2017 wurde die Verleihung der About You Awards unter anderem von Steven Gätjen, Lena Gercke und Johanna Klum moderiert. Die Preisträger in den einzelnen Kategorien waren:
| Kategorie         | Gewinner        |
| ----------------- | --------------- |
| Fashion           | Lena Gercke     |
| Beauty            | Farina Opoku    |
| Lifestyle         | Toni Mahfud     |
| Fitness           | Louisa Dellert  |
| Upcoming          | Anouschka Stuck |
| Idol of the Year: | Caro Daur       |

## Preisverleihung 2018
Lena Gercke und Steven Gätjen traten 2018 erneut als Moderatoren der Award-Verleihung auf.
| Kategorie         | Gewinner           |
| ----------------- | ------------------ |
| Fashion           | Riccardo Simonetti |
| Beauty            | Farina Opoku       |
| YouTube           | Ischtar Isik       |
| Lifestyle         | Matiamu by Sofia   |
| Fitness           | Dominic Harrison   |
| Music             | Moritz Garth       |
| Upcoming          | Erik Scholz        |
| Idol of the Year: | Stefanie Giesinger |

## Preisverleihung 2019
Anders als in den vergangenen Jahren konnte 2019 jeder Vorschläge für die Nominierungen in fünf Kategorien einreichen. Aus den Top 10 jeder Kategorie wurden in einer einwöchigen Online-Abstimmung die Top-3-Nominierten ermittelt. Die Gewinner der beiden Ehrenpreise „Empowerment“ und „Idol of the Year“ wurden aus allen Nominierten ausgewählt.
Jurymitglieder waren Cro (Rapper) (Music), Jérôme Boateng (Health), Enissa Amani (Comedy), Bonnie Strange (Newcomer), Lena Gercke und Paul Ripke (Style) sowie Doutzen Kroes (Empowerment), Stefanie Giesinger und Riccardo Simonetti (Idol of the Year).
| Kategorie         | Gewinner                         |
| ----------------- | -------------------------------- |
| Style             | Sandra Lambeck                   |
| Comedy            | Natasha Kimberly                 |
| Music             | Eunique                          |
| Newcomer          | Brian Havarie                    |
| Health            | Sarah Harrison                   |
| Empowerment       | Greta Thunberg und Viva con agua |
| Idol of the Year: | Riccardo Simonetti               |
| Special Award:    | Heidi Klum                       |

## Preisverleihung 2020
Aufgrund der Corona-Pandemie wurde die Verleihung 2020 zunächst auf unbestimmte Zeit verschoben und schließlich endgültig abgesagt.

## Preisverleihung 2021
Pro Kategorie standen drei von der About You Awards Academy ausgewählte Nominierte zur Wahl; der Special Award und der Ehrenpreis „Idol of the Year“ wurden direkt von der Academy vergeben. Das Online-Voting startete am 6. Mai 2021 und endete während der von ProSieben Live übertragenen Show am 20. Mai 2021. Zeitgleich stimmte eine Jury ebenfalls ab. Das Online- und Jury-Voting bestimmten jeweils zu 50 Prozent den Preisträger der Kategorie.
Die ohne Zuschauer stattfindende Live-Show im Hauptstudio in Köln wurde von Jeannine Michaelsen moderiert. Die Preise wurden in Berlin durch Stefanie Giesinger und Marcus Butler (Style), in Hamburg durch Riccardo Simonetti und Tim Mälzer (Empowerment und Sports), in München durch Joko Winterscheidt (Business) sowie in Leipzig durch Bill Kaulitz (Digital Art) an die Preisträger überreicht.
| Kategorie         | Gewinner        |
| ----------------- | --------------- |
| Style             | Mogli           |
| Business          | Achraf          |
| Empowerment       | Tarik Tesfu     |
| Sports            | Yusra Mardini   |
| Digital Art       | Josephine Rais  |
| Idol of the Year: | Tupoka Ogette   |
| Special Award:    | Chiara Ferragni |

## Preisverleihung 2022
Die Preisverleihung im Jahr 2022 fand am 26. Mai 2022 in Mailand statt. Nominiert waren rund 50 Influencer, die in fünf Kategorien und erstmalig auch in verschiedene Länder eingeteilt waren. Die von NikkieTutorials moderierte Veranstaltung wurde ausschließlich online übertragen.
| Kategorie         | Gewinner      |
| ----------------- | ------------- |
| Style             | Nic Kaufmann  |
| Entertainment     | Elevator Boys |
| Empowerment       | Leeroy Matata |
| Digital Creation  | Be Fernandez  |
| Live              | Move Mind     |
| Idol of the Year: | Khaby Lame    |